# Palme (Barcelos)
Palme ist eine Gemeinde (portugiesisch Freguesia) im nordportugiesischen Kreis Barcelos. In ihr lebten 1045 Einwohner (Stand 19. April 2021).

## Bauwerke
Das Mosteiro de Palme wurde 1025 gegründet.